# Лорьо, Мари-Жад
Мари-Жад Лорьо (фр. Marie-Jade Lauriault; род. 10 ноября 1996, Лаваль, Квебек) — канадская фигуристка. Выступает в танцах на льду в паре с Роменом Ле Гаком, с которым была бронзовым призёром Гран-при США (2022) и бронзовым призёром чемпионата Канады (2023).
В 2014—2020 годах Лорьо и Ле Гак выступали за сборную Франции. В этот период времени они являлись четырёхкратными серебряными призёрами чемпионата Франции (2015, 2017—2019), участниками Олимпийских игр (2018) и победителями «челленджера» Warsaw Cup (2019).

## Личная жизнь
Мари-Жад Лорьо родилась 10 ноября 1996 года в Лавале, Квебек. Она вышла замуж за Ле Гака в декабре 2015 года. По состоянию на август 2016 года она изучает психологию. Она стала гражданкой Франции в декабре 2017 года.

## Карьера

### Ранние годы
Лорьо начала кататься на коньках в 2001 году. В возрасте восьми лет она начала брать уроки танцев на льду, которые проводил Паскаль Дени, и вскоре была в паре с Пьером-Ричардом Кьяссоном. Лорьо / Кьяссон заняли 8-е место на уровне новичков на чемпионате Канады 2013 года.

### Образование пары с Ле Гаком
В июле 2014 года Лорьо встала в пару с французским фигуристом Романом Ле Гаком, который только что переехал в Канаду. Они решили представлять Францию. Их тренировали Ромен Агеноэр, Патрис Лозон, Паскаль Дени и Мари-Франс Дюбрей в Монреале.
Лорьо / Ле Гак соревнуются на взрослом уровне с сезона 2014/2015. Они выиграли серебряные медали на Open d’Andorra и заняли девятое место на турнире серии Челленджер Золотой конёк Загреба 2014, а затем взяли серебро на чемпионате Франции.
Лорьо / Ле Гак решили соревноваться на юниорском уровне в 2015/2016. Они выиграли две медали в серии Гран-при среди юниоров — серебро в Линце и золото в Логроньо. Их результаты позволили им участвовать в финале юниорского Гран-при в Барселоне, где они заняли пятое место. В феврале 2016 года они выиграли золото на чемпионате Франции среди юниоров, опередив Анжелику Абашкину и Луи Турона. В марте они представляли Францию на чемпионате мира среди юниоров 2016 года в Дебрецене, заняв третье место в коротком танце и восьмое в общем зачете. За восемь дней в апреле они откатались в десяти ледовых шоу во Франции.
В 2018 году выступали на Олимпиаде в Пхёнчхане, заняв десятое место в командном турнире и семнадцатое в соревнованиях танцоров. На чемпионате мира в Милане стали тринадцатыми.
В сезоне 2018/2019 выступали на этапах Гран-при в Канаде и Франции, заняв на них, соответственно, четвёртое и шестое места. На чемпионате Европы в Минске стали десятыми, на чемпионате мира в Сайтаме — четырнадцатыми.

## Программы
(с Ле Гаком)
| Сезон     | Короткий танец | Произвольный танец                                                                                               | Показательные                                                      |
| --------- | --- | --- | ------------------------------------------------------------------ |
| 2018/2019 | Танго: Cellblock Tango Джон Кандер, Фред Эбб Фокстрот: Roxie Джон Кандер, Фред Эбб Танго: Cellblock Tango Джон Кандер, Фред Эбб                                                          | Treasure Бруно Марс Talking to the Moon Бруно Марс Uptown Funk Бруно Марс                                        |                                                                    |
| 2017/2018 | Salsation Дэвид Шир No Hay Problema Pink Martini Salsation Дэвид Шир | You Take My Breath Away Queen Another One Bites the Dust Queen                                                   |                                                                    |
| 2016/2017 | The Way You Make Me Feel исполнение Джудит Хилл The Way You Make Me Feel исполнение Майкл Джексон хореография Мари-Франс Дюбрей, Ромен Агеноэр                                           | Tonight Элтон Джон Sorry Seems to Be the Hardest Word Элтон Джон хореография Мари-Франс Дюбрей и Ромена Агеноэра | While My Guitar Gently Weeps The Beatles Come Together The Beatles |
| 2015/2016 | Вальс: And the Waltz Goes On Энтони Хопкинс исполнение Андре Рьё Полька: Susie (If You Knew Susie) исполнение Андре Рьё Вальс: And the Waltz Goes On Энтони Хопкинс исполнение Андре Рьё | While My Guitar Gently Weeps (Love remix) Come Together Dear Prudence Cry Baby Cry (Love remix) The Beatles      | Unforgettable Нэт Кинг Коул                                        |

## Результаты

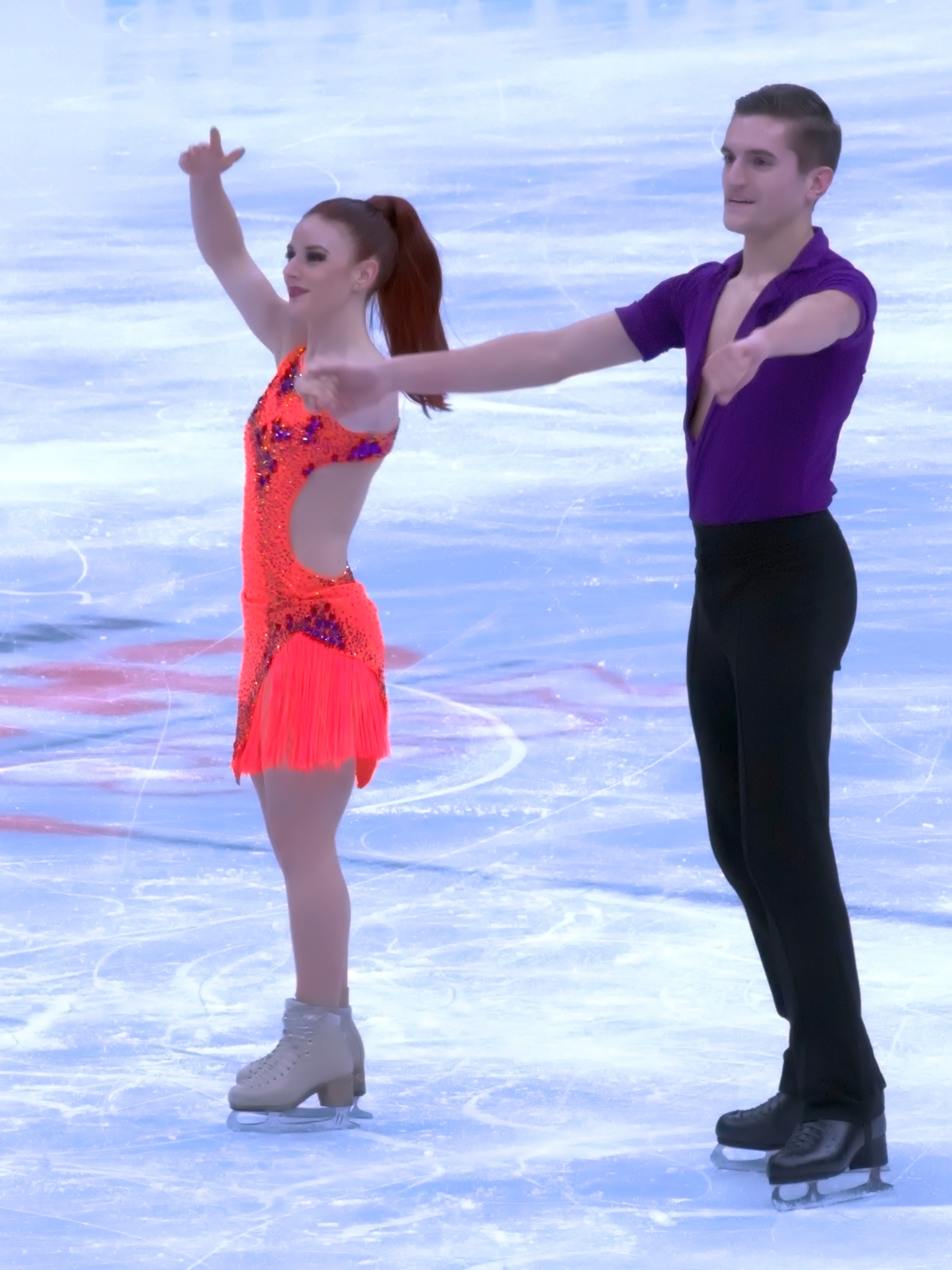
Лорьо и Ле Гак на чемпионате Европы в Москве (2018)

### С Ле Гаком
| Соревнование | 14/15 | 15/16 | 16/17 | 17/18 | 18/19 |
| --- | ----- | ----- | ----- | ----- | ----- |
| Олимпийские игры |       |       |       | 17    |       |
| Олимпийские игры — командный турнир |       |       |       | 10    |       |
| Чемпионаты мира |       |       | 21    | 13    | 14    |
| Командные чемпионаты мира |       |       | 6T/6P |       |       |
| Чемпионаты Европы |       |       | 12    | 12    | 10    |
| Чемпионаты Франции | 2     | 1 J   | 2     | 2     | 2     |
| Чемпионаты мира среди юниоров |       | 8     |       |       |       |
| GP NHK Trophy |       |       | 6     | 8     |       |
| GP Rostelecom Cup |       |       |       | 8     |       |
| GP Skate Canada |       |       |       |       | 4     |
| GP Intern. de France |       |       | 6     |       | 6     |
| CS Alpen Trophy |       |       |       |       | 3     |
| CS Autumn Classic |       |       | 5     | 6     |       |
| CS Finlandia |       |       |       |       | 3     |
| CS Золотой конёк Загреба | 9     |       |       |       |       |
| Международный Кубок Ниццы |       |       | 1     | 3     |       |
| Open d'Andorra | 2     |       |       |       |       |
| JGP Финал |       | 5     |       |       |       |
| JGP Австрия |       | 2     |       |       |       |
| JGP Испания |       | 1     |       |       |       |
| GP = этап серии Гран-при; JGP = этап юниорской серии Гран-при; J = юниорский уровень; TBD = заявлены; WD = снялись; CS = турнир серии Челленджер; T = результат в команде; P = личный результат. |       |       |       |       |       |

### С Кьяссоном
| Соревнование        | 12/13 |
| ------------------- | ----- |
| Чемпионаты Канады   | 8 N   |
| N = детский уровень |       |